# Hercostomus bomiensis
Hercostomus bomiensis är en tvåvingeart som beskrevs av Yang 1996. Hercostomus bomiensis ingår i släktet Hercostomus och familjen styltflugor. Inga underarter finns listade i Catalogue of Life.